# Bionix AFV
Bionix AFV — серія панцирних гусеничних машин сингапурського виробника ST Kinetics. Була розроблена для заміни у армії Сингапуру американських бронетранспортерів M113.
На спільній платформі виготовлялись:
- БМП Bionix 25
- БМП Bionix 40/50
- БМП Bionix II
- Bionix ARV панцирна ремонтно-евакуаційна машина з 25-тонною лебідкою і 30-тонним краном
- Bionix AVLB панцирний мостоукладальник з 22 метровим мостом MLC30, який два члени екіпажу встановлюють за 7 хвилин
- Bionix Counter-Mine Vehicle (Trailblazer) протимінний з автоматичною системою позначення розмінованого шляху

## Історія
У середині 1980-х років міністерство оборони Сінгапуру вирішило розробити бойову машину для заміни бронетранспортера М113, яка могла вести бойові дії разом з танками AMX-13, що були на озброєнні сінгапурської армії. Серед потенційних машин розглядали Warrior, M2 Bradley, Marder, замість яких було вирішено розробити власну конструкцію. Розробку розпочали 1988, 1995 збудували перший прототип і 26 березня 1997 прийняли на озброєння. На закупівлю менше 100 машин виділили 2,5 млрд. сінгапурських доларів. У липні 1999 виготовили першу машину. З жовтня 2006 прийняли на озброєння Bionix II.
Гармати стабілізовані у двох площинах, лазерний далекомір з дальністю 3,0 км. Bionix II отримав інформаційно-керуючу систему, що передає інформацію про розміщення БМП і переміщення сил ворога. Машина є аеромобільною, може транспортуватись літаками вантажопідйомності Lockheed C-130 Hercules і більшими.

### Моделі
- БМП Bionix 25 — 1997–2001. Озброєний 25-мм M242 Bushmaster, тепловізор. Збудовано 300 машин
- БМП Bionix 40/50 — з дистанційною системою керування вогнем, озброєний 40-мм гранатометом, кулеметом, тепловізор. 2 члени екіпажу, 9 десантників. Збудовано 300 машин.
- БМП Bionix II, Озброєний 30-мм гарматою, двома кулеметами, тепловізор. Збудовано 200 штук.

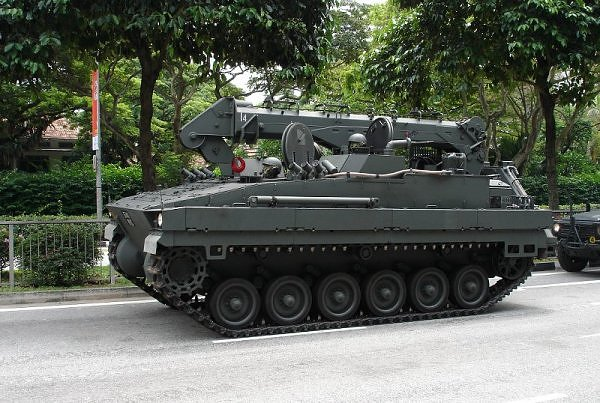
Bionix ARV панцирна ремонтно-евакуаційна машина
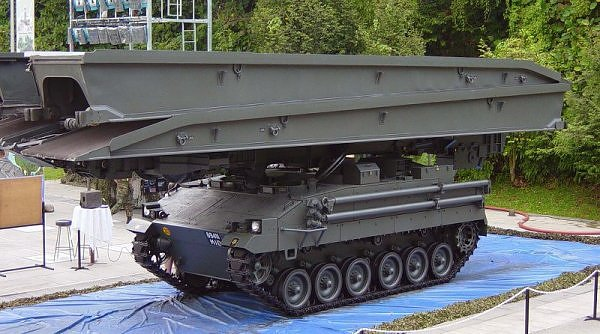
Bionix AVLB мостоукладальник
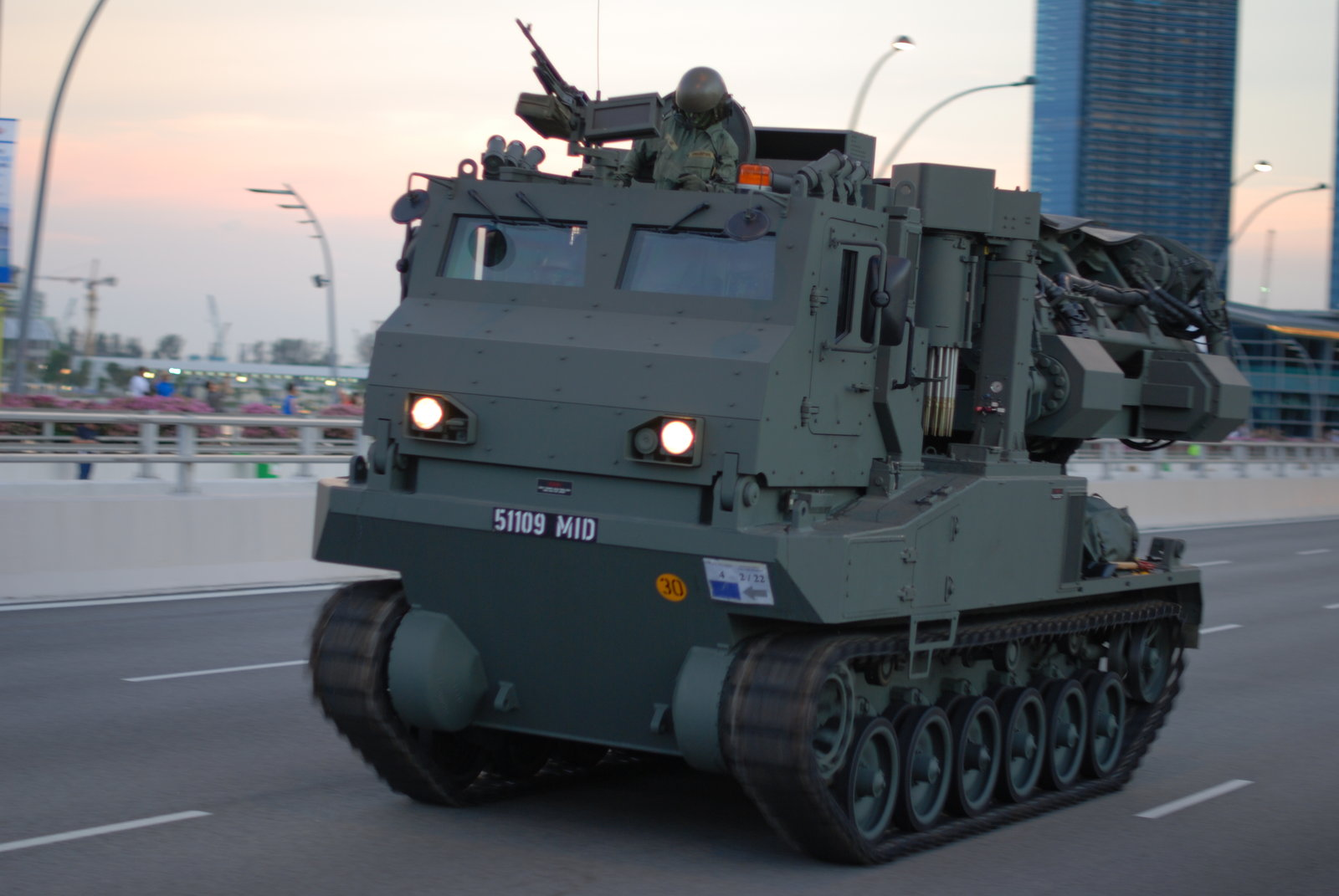
Bionix Counter-Mine Vehicle